# (5055) Opekushin
(5055) Opekushin es un asteroide perteneciente al cinturón de asteroides descubierto por Liudmila Ivánovna Chernyj el 13 de agosto de 1986 desde el Observatorio Astrofísico de Crimea, en Naúchni.

## Designación y nombre
Opekushin recibió inicialmente la designación de 1986 PB5.
Más adelante, en 1997, se nombró en honor del escultor ruso Aleksandr Opekushin (1838-1923).

## Características orbitales
Opekushin está situado a una distancia media de 3,091 ua del Sol, pudiendo alejarse hasta 3,612 ua y acercarse hasta 2,57 ua. Tiene una inclinación orbital de 2,904 grados y una excentricidad de 0,1686. Emplea en completar una órbita alrededor del Sol 1985 días. El movimiento de Opekushin sobre el fondo estelar es de 0,1814 grados por día.

## Características físicas
La magnitud absoluta de Opekushin es 12,5. Tiene 15,834 km de diámetro y su albedo se estima en 0,085. Está asignado al tipo espectral.